# Парижский монетный двор
Парижский монетный двор (фр. Monnaie de Paris) — французское государственное промышленное и коммерческое предприятие, созданное для производства национальной валюты. Основан в 864 году и является старейшим государственным учреждением.
До 2007 года монетный двор входил в Министерство экономики, финансов и промышленности. Парижский монетный двор приобрёл самостоятельность и ему был дан статус юридического лица на основании закона № 2006—1666.

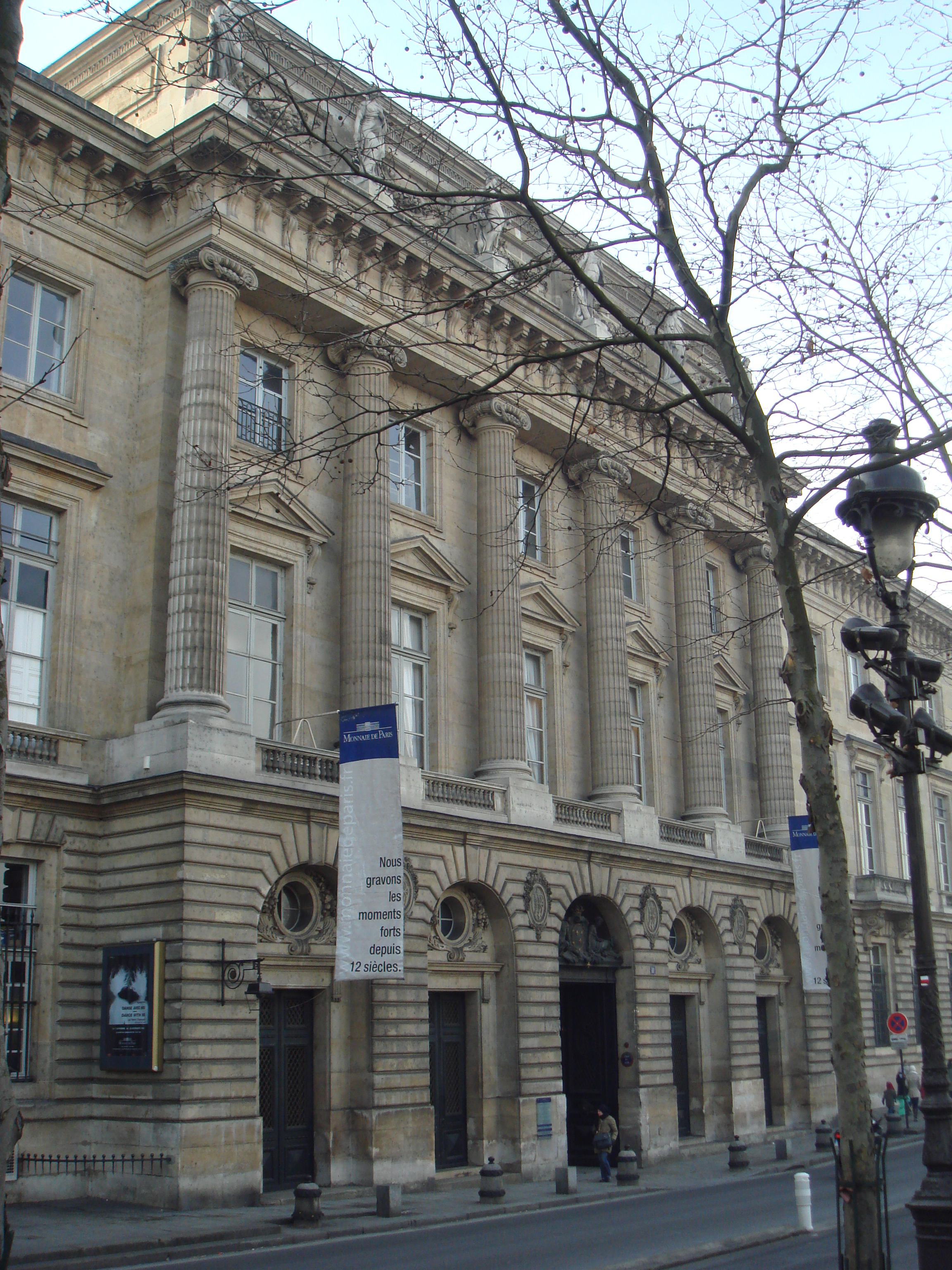
Вход в здание монетного двора на набережной Конти в 6-м округе Парижа, в котором находится Музей Парижского монетного двора и Парижский монетный двор

На Парижском монетном дворе в настоящее время работают 500 сотрудников, которые работают в двух зданиях: Hôtel de la Monnaie (фр.) (55 % сотрудников) и предприятии, расположенном в департаменте Жиронда (45 % сотрудников).
Правила работы Парижского монетного двора изложены в статье Л. 121-3 Валютно-финансового кодекса. От имени государства он наделён полномочиями на выпуск денежных знаков Франции.
Он также занимается коммерческой деятельностью в различных секторах:
- Производство и продажа памятных монет, медалей и знаков отличия
- Производство художественных и ювелирных изделий под торговой маркой Парижского монетного двора
- Управление Музеем Парижского монетного двора и обслуживание монетного двора (специальный выпуск медалей и прочие услуги)
- Борьба с контрафактной продукцией и изготовление брендов монетного двора с гарантией.

В департаменте Жиронда расположен Национальный центр проверки подлинности банкнот евро (CNAC) (Европейский технический и научный центр), который также анализирует и классифицирует часть поддельных евро по всей Европе. Этот центр является частью европейской программы по борьбе с мошенничеством и по технической координации государств-членов в борьбе с поддельной валютой.

## История
Парижский монетный двор был основан в 864 году указом короля Карла Лысого, это одно из старейших французских учреждений. В 1358 году создана денежная система, которая просуществовала до 1879 года.
Парижский монетный двор был присоединён к Министерству финансов законами № 22 и 23 вандемьера IV года (сентябрь 1796). Законы от 31 июля и 20 ноября 1879 года постановили, что производство монет будет осуществляться исключительно за счёт самого государства. С 1848 года по июнь 1876 года Анатоль Юло (фр. Anatole Hulot), заместитель главного гравёра Жак-Жана Барре, создаёт цех по производству первых почтовых марок Франции на Монетном дворе.
В 1973 году построено второе здание монетного двора в департаменте Жиронда — новый завод, на котором проходили все этапы изготовления монет для обращения и для коллекционеров. С 1998 года на этом заводе производятся восемь типов монет евро. Парижский монетный двор выиграл конкурс Certification QSE.
С 1880 года знаком монетного двора является рог изобилия. Также иногда на монетах ставится знак директора монетного двора. Таким знаком в 1994—2000 годах была пчела, в 2001—2002 годах — подкова, в 2003 году ставилось сердце с монограммами «L» и «S», в 2004—2010 годах — французский рог с волнами внутри, а с января 2011 года эмблемой стал пятиугольник со вписанными аббревиатурами «AG» (Atelier de Gravure), «MP» (Monnaie de Paris et Pessac) и инициалами «YS» (Yves Sampo).

## Парижский монетный двор в цифрах
В 2009 году прибыль составила 126 млн €. Двор производит около 1 миллиарда монет в год (предметы коллекционирования и ювелирные изделия составляют 20 % от оборота).

## Президент и исполнительный директор
- Апрель 2007: Кристоф Бо (Christophe Beaux)[7].